# Søvej
En søvej, sørute eller sejlrute er en vandvej beregnet til skibstrafik, oftest brugt af handelsskibe som handelsrute til havs. Normalt anvendes begrebet om de vandveje, der er opmærket på søkort. Søveje er i dag typisk afmærket med sømærker.
Trekantshandelen henover Atlanterhavet er et historisk eksempel på en søvej henover åbent hav.